# The Texas Chain Saw Massacre
The Texas Chain Saw Massacre este un film slasher american din 1974, regizat și produs de Tobe Hooper (debut regizoral), care l-a și co-scenarizat alături de Kim Henkel. În rolurile principale sunt Marilyn Burns, Paul A. Partain, Edwin Neal, Jim Siedow și Gunnar Hansen. Filmul prezintă povestea unui grup de prieteni care devin victimele unei familii de canibali în timpul vizitei lor la o casă veche. Deși a fost comercializat inițial ca fiind bazat pe evenimente reale pentru a atrage o audiență mai mare, povestea sa este complet fictivă; totuși personajul Leatherface și mici detalii din scenariu au fost inspirate din crimele lui Ed Gein din viața reală.
Hooper a produs filmul cu un buget mai mic de 300.000 $, cu o distribuție de actori relativ necunoscuți, aleși din Texasul central, unde a fost turnat filmul. Bugetul limitat l-a forțat pe Hooper să filmeze lungi ore în continuu, șapte zile pe săptămână, pentru a putea finisa pelicula cât mai curând posibil pentru a reduce costurile de închiriere a echipamentului. Din cauza conținutului violent al filmului, Hooper a avut dificultăți în a găsi un distribuitor. Louis Perano de la Bryanston Pictures a achiziționat ulterior drepturile de distribuție. Hooper a redus cantitatea de sânge pe ecran a-și asigura un rating PG, dar MPAA a clasificat filmul cu R.
Până la lansarea sa din octombrie 1974, The Texas Chain Saw Massacre a fost interzis într-o serie de țări, iar numeroase cinematografe au încetat a mai difuza filmul ca răspuns la multiplele plângeri referitor la violența sa. Deși inițial pelicula a atras recenzii variate de la critici, filmul a fost foarte profitabil, încasând peste 30 de milioane de dolari la box office-ul domestic. De atunci el și-a câștigat reputația unuia dintre cele mai bune filme horror din istoria cinematografiei. Filmul este creditat cu originarea câtorva elemente comune în genul slasher, printre care utilizarea uneltelor puternice ca armă de omor și caracterizarea ucigașului ca fiind o figură mare, greoaie și înfricoșătoare. Popularitatea filmului a dus la dezvoltarea francizei care a continuat povestea lui Leatherface și a familiei sale în sequeluri, remakeuri, un prequel, cărți comice și jocuri video.